# ВМТ "Орбита"
Вижте пояснителната страница за други значения на Орбита.
Веригата за младежки туризъм „Орбита“ (или ВМТ „Орбита“ ЕАД) е бивша българска туристическа агенция. Тя е наследник на БМТ „Орбита“ – бюро за младежки туризъм към ЦК на ДКМС, основано през 1958 г. При приватизацията в края на XX век компанията наследява множество имоти, управлявани от БМТ „Орбита“, но още преди 2001 г. държавата продава обособени части от компанията – сключени са около 15 сделки на обща стойност близо 3.5 млн. долара. През 2001 г. на търг с явно наддаване „Албена“ купува най-големия актив – ММЦ Приморско, също обособена част от компанията, за 9,2 млн. лв.
„Орбита“ предлага екскурзии както в България, така и в чужбина и има клонове в Русе, Велико Търново, Батак, Ловеч, Враца и Плевен. Разполага с Международния младежки туристически център „Орбита“ в Батак. Той е разположен сред вековните гори на Родопите на височина 1150 м над морското равнище и е в непосредствена близост до язовир Батак. Центърът, еднакво привлекателен през всички сезони на годината, отстои само на 7 км от град Батак, на 150 км югоизточно от София и на 60 км южно от Пловдив.
През 2003 г. агенцията е обявена на търг от Агенцията за приватизация.